# Studnisko (jaskinia)
Studnisko (również Jaskinia Głęboka) – najgłębsza jaskinia na Wyżynie Krakowsko Częstochowskiej. Znajduje się na Sokolej Górze w rezerwacie Sokole Góry niedaleko Olsztyna.

## Opis obiektu
Otwór jaskini znajduje się w niewielkiej skalnej niszy o wymiarach 4 × 5 m. W jej południowej części jest eksponowany, poziomo usytuowany, owalny otwór o wymiarach 1 × 1,5 m, pod którym znajduje się pionowa studnia o głębokości 28 m. Zwiedzanie jaskini wymaga użycia liny, specjalistycznego sprzętu i umiejętności posługiwania się nim. Otwór jaskini jest niebezpieczny, możliwe jest wpadnięcie do niego. Z tego powodu został ogrodzony drewnianym płotem i oznaczony znakami z zakazem wstepu.
Jaskinia ma głębokość 75,5 m. Znajduje się tu jedna z największych sal Jury, w każdym razie najwyższa. Poniżej otworu znajduje się druga jaskinia o nazwie Pod Sokolą Górą (Pochyła) o 16 m głębokości i 150 m długości. Pierwszą osobą w Studnisku był według zachowanych informacji szpatowiec (poszukiwacz kalcytu) o nazwisku Dyński z Olsztyna, którego opuszczono na dno przy użyciu kołowrotu w 1907.
Studnisko jest miejscem zimowego schronienia hibernujących nietoperzy i stanowi jedno z najważniejszych miejsc tego typu w Polsce.

## Historia poznania
Jaskinia znana była od dawna. Opis pierwszego wejścia podał A. Wiślicki w 1856 r. Po raz pierwszy szczegółowo opisał ją Z. Wójcik w 1958, który prowadził w niej badania geologiczne. Z. Łęski w 1971 prowadził badania jej mikroklimatu, A.W. Skalski w 1974 badania faunistyczne, a P. Profus i J. Zygmunt w 1994 i 2000 badania nietoperzy (występujące w niej gatunki, ilość hibernujących i ocena populacji). Szczegółowy plan jaskini opracowali M. Miklas i J. Zygmunt, w 1986 opublikowali go J. Grodzicki i M. Szelerewicz z uwzględnieniem nowych, najniższych partii jaskini, które zostały odkryte później.
Na początku XX wieku w jaskini eksploatowano szpat. Pozostałością tych prac jest stożek usypiskowy przed wejściem do jaskini i dwie niewielkie sztolnie na głębokości 15 m.
Ze względu na bliskość Jaskini pod Sokolą i kierunek jej korytarza podejrzewano, że łączą się one z sobą. 16 stycznia 1988 r. członkom Speleoklubu Bielskiego i Harcerskiej Drużyny Taternictwa Jaskiniowego Brzeszcze udało się znaleźć to połączenie i poszerzyć. Zaraz po przekopaniu jednak zostało ono zawalone, uznano bowiem, że może ono spowodować bardzo niekorzystne zmiany mikroklimatu w obu jaskiniach, w przejściu tym istniało także duże niebezpieczeństwo obrywów.

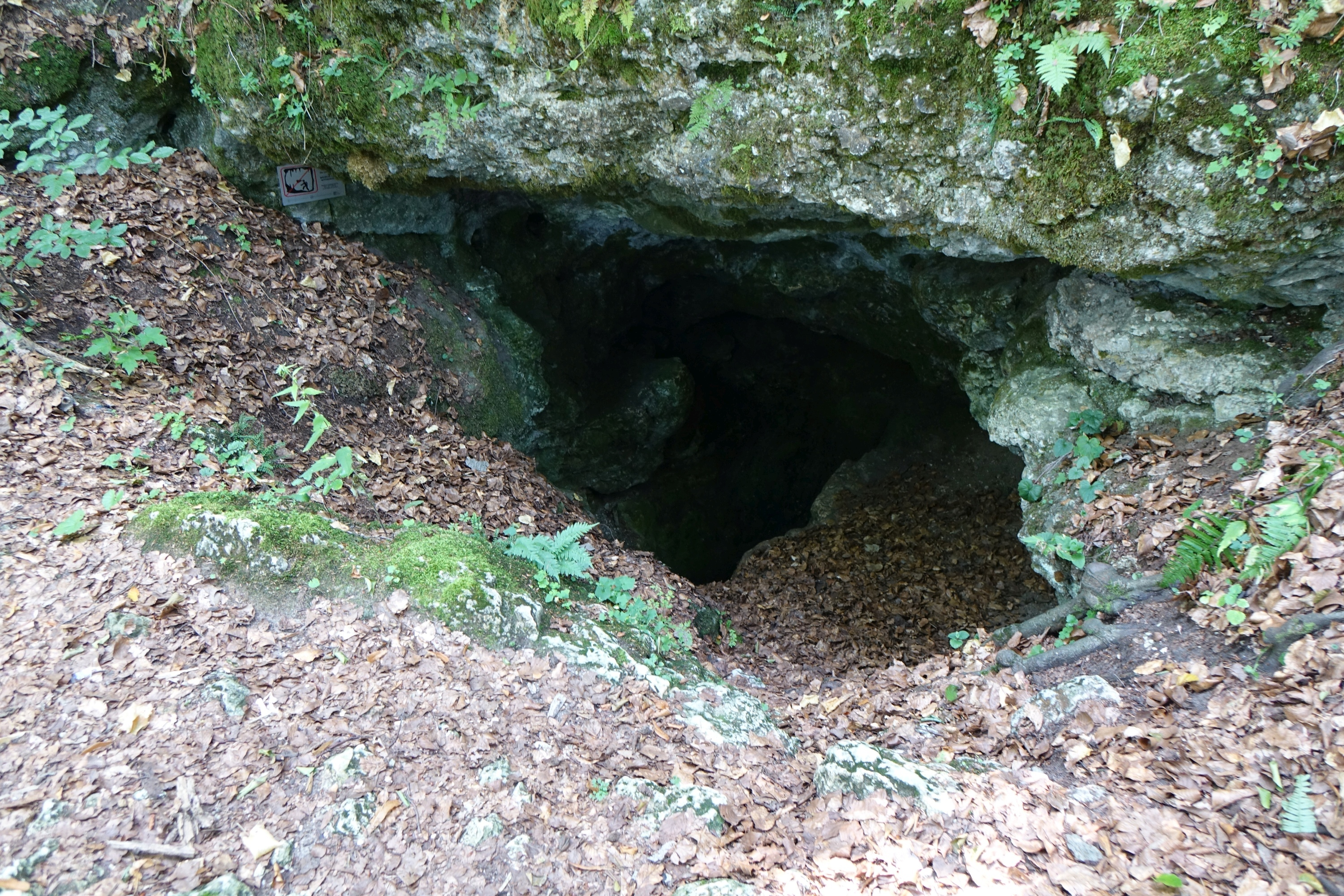
Otwór jaskini
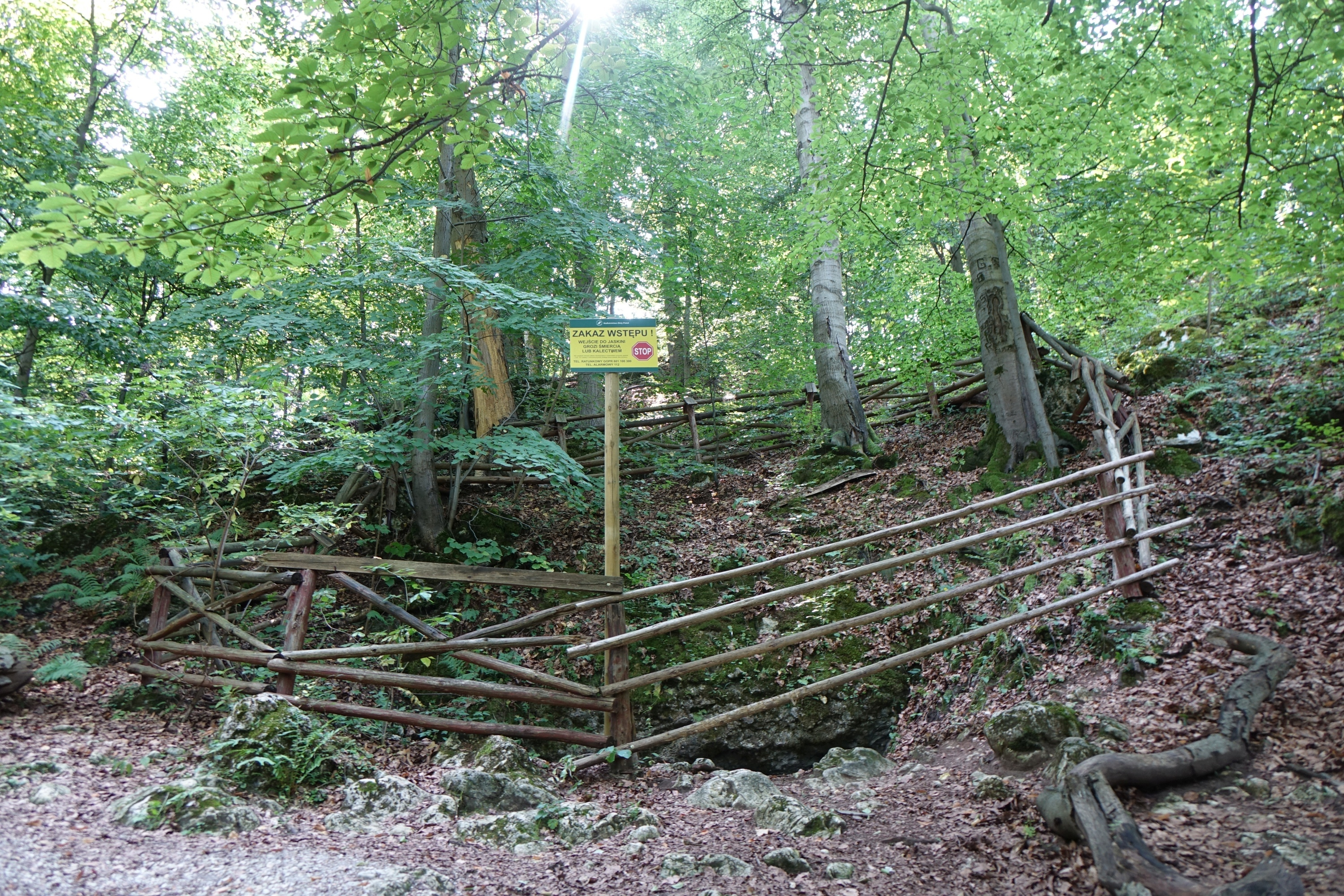
Ogrodzony otwór jaskini